# Areiópolis

Vị trí của Areiópolis trong bản đồ bang São Paulo

Areiópolis là một đô thị ở bang São Paulo, Brasil. Areiópolis có dân số (năm 2007) là 10.630 người, diện tích là 85,947 km², mật độ dân số 122,4 người/km². Đô thị này nằm ở độ cao 635 m. Đô thị này nằm ở khu vực khí hậu. Theo điều tra năm 2000, Areiópolis có:
- Tổng dân số 10.296 người, trong đó, dân số thành thị: 8560, nông thôn: 1736 người.
- Nam giới: 5295, nữ giới: 5001 người.
- Mật độ dân số 119,86 người/km².
- Tuổi thọ bình quân: 69,74 năm.
- Tỷ lệ trẻ dưới 1 tuổi tử vong (trên 1 triệu): 18,78
- Tỷ lệ biết đọc biết viết: 85,6% dân số.
- Chỉ số phát triển con người: 0,745
- Tỷ lệ sinh (trẻ/bà mẹ): 3,15